# ژرار ژیلی
ژرار ژیلی (فرانسوی: Gérard Gili‎؛ زادهٔ ۷ اوت ۱۹۵۲) یک بازیکن و سرمربی فوتبال اهل فرانسه است.
از باشگاه‌هایی که در آن بازی کرده‌است می‌توان به المپیک مارسی و باستیا اشاره کرد.